# Сил, Джон
Джон Сил (англ. John Seale; род. 5 октября 1942, Уорик, Австралия) — австралийский кинооператор. Обладатель премии «Оскар» («Английский пациент»).
Дебютировал в 1976 году. Получил международную известность после снятого им фильма Питера Уира «Свидетель» (1985), впоследствии снял с этим режиссёром ещё несколько лент. Позднее работал преимущественно в США.
Является членом Австралийского и Американского общества кинооператоров.

## Избранная фильмография
- 1981 — The Survivor (Дэвид Хеммингс)
- 1983 — Goodbye Paradise (Карл Шульц)
- 1983 — Careful, He Might Hear You (Карл Шульц)
- 1983 — Бандиты на велосипедах (Брайан Тренчард-Смит)
- 1984 — Silver City (Софья Туркевич)
- 1985 — Свидетель (Питер Уир, номинация на премию «Оскар», номинация на премию BAFTA)
- 1986 — Попутчик (Роберт Хармон)
- 1986 — Дети меньшего бога (Ранда Хейнс)
- 1986 — Берег москитов (Питер Уир)
- 1987 — Слежка (Джон Бэдэм)
- 1988 — Гориллы в тумане (Майкл Эптед, номинация на премию BAFTA)
- 1989 — Человек дождя (Барри Левинсон, номинация на премию «Оскар»)
- 1989 — Общество мёртвых поэтов (Питер Уир)
- 1991 — Доктор (Рэнда Хейнс)
- 1992 — Масло Лоренцо (Джордж Миллер)
- 1993 — Фирма (Сидни Поллак)
- 1994 — Газета (Рон Ховард)
- 1995 — Вдали от Рангуна (Джон Бурман)
- 1995 — Американский президент (Роб Райнер)
- 1996 — Призраки Миссисипи (Роб Райнер)
- 1996 — Английский пациент (Энтони Мингелла, премия «Оскар», премия BAFTA, Европейская кинопремия)
- 1998 — Город ангелов (Брэд Силберлинг)
- 1999 — Талантливый мистер Рипли (Энтони Мингелла, номинация на премию BAFTA)
- 2000 — Идеальный шторм (Вольфганг Петерсен)
- 2001 — Гарри Поттер и философский камень (Крис Коламбус)
- 2003 — Ловец снов (Лоуренс Кэздан)
- 2004 — Холодная гора (Энтони Мингелла, номинация на премию «Оскар», номинация на премию BAFTA)
- 2004 — Испанский английский (Джеймс Л.Брукс)
- 2006 — Посейдон (Вольфганг Петерсен)
- 2010 — Принц Персии: Пески времени (Майк Ньюэлл)
- 2010 — Турист (Флориан Хенкель фон Доннерсмарк)
- 2015 — Безумный Макс: Дорога ярости (Джордж Миллер)
- 2022 — Три тысячи лет желаний (Джордж Миллер)